# Witte Donderdag
Witte Donderdag is de donderdag voor Goede Vrijdag. Op deze dag herdenken christenen zowel de voetwassing door Jezus als Het Laatste Avondmaal en de instelling van de eucharistie.

## Verhaal
In de vier canonieke Evangeliën staat het verhaal waarop Witte Donderdag betrekking heeft:
- Matteüs 26:17-75
- Marcus 14:12-72
- Lucas 22:7-64
- Johannes 13:1-18:27

De verhalen verschillen onderling, maar komen in hoofdlijnen op het volgende neer:
In de middag van de veertiende van de maand nisan, de vastendag voor het Pascha, treffen de leerlingen voorbereidingen voor het Paschamaal. Na zonsondergang breekt de vijftiende nisan aan, de eerste dag van het Paschafeest. Het Paschamaal houdt Jezus met Zijn leerlingen en stelt hierbij het Heilig Avondmaal in. Johannes beschrijft hoe Jezus de voeten van alle leerlingen wast en hen de opdracht geeft elkaar te helpen en bij te staan. Judas Iskariot vertrekt hierop en gaat naar degenen met wie hij voor dertig zilverstukken had afgesproken Jezus aan hen uit te leveren (Marcus 14:10-11). Na de maaltijd onderwijst Jezus Zijn leerlingen en zingen zij lofzang. Vervolgens lopen ze naar de hof van Getsemane, gelegen op de Olijfberg, waar Jezus Zijn leerlingen vraagt met Hem te waken. In de hof worstelt Jezus met de zware taak die Hem te wachten staat, waarbij Hij druppels bloed zweet (Lucas 22:43–44).
Judas heeft ondertussen het leger van het Sanhedrin opgehaald en brengt ze naar de hof van Getsemane. Hier verraadt hij Jezus door een kus te geven, waarop deze wordt gearresteerd en meegenomen. Eerst wordt Hij voor de hogepriester Annas geleid, dan naar het paleis van Kajafas waarbij een valse getuigenverklaring wordt afgelegd. Hij wordt bespuwd en geslagen. Petrus, die het paleis binnen geglipt is, wordt opgemerkt. Hij ontkomt door te zeggen dat hij Jezus niet kent: de verloochening van Petrus.

## Katholieke traditie

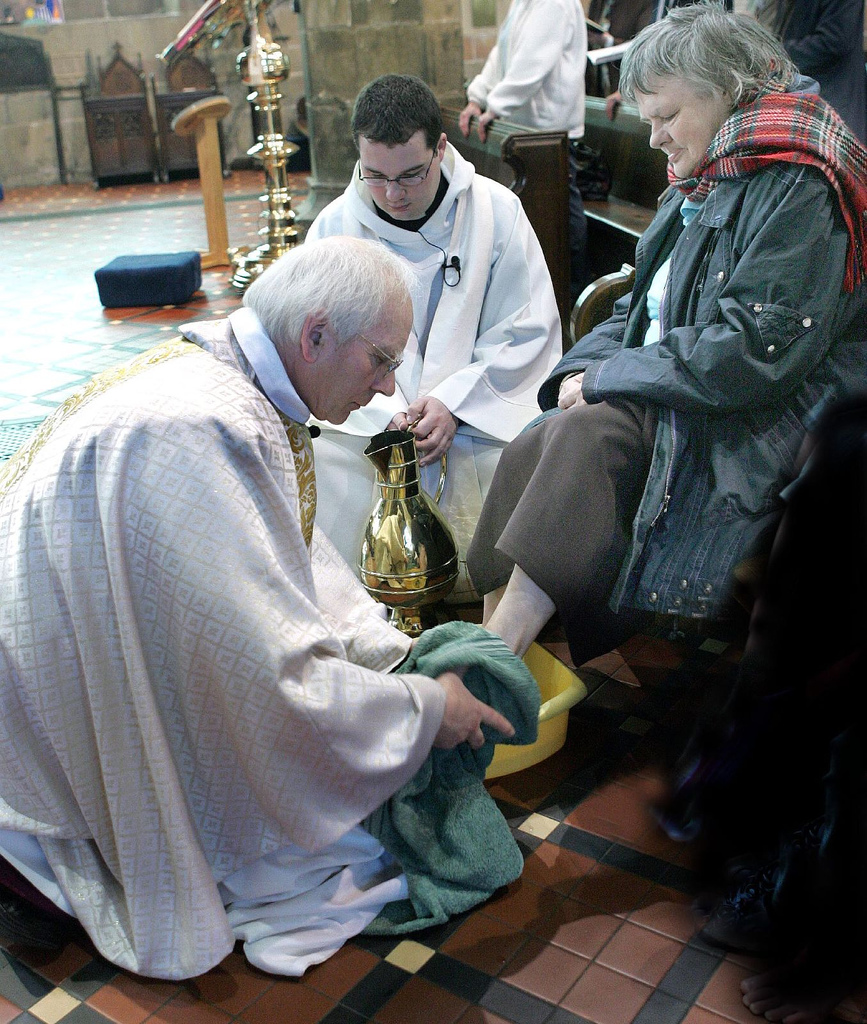
Ritueel van de voetwassing

Op Witte Donderdag begint het Triduum Sacrum dat verder bestaat uit Goede Vrijdag en Stille Zaterdag die tijdens de paaswake overgaat in het paasfeest.

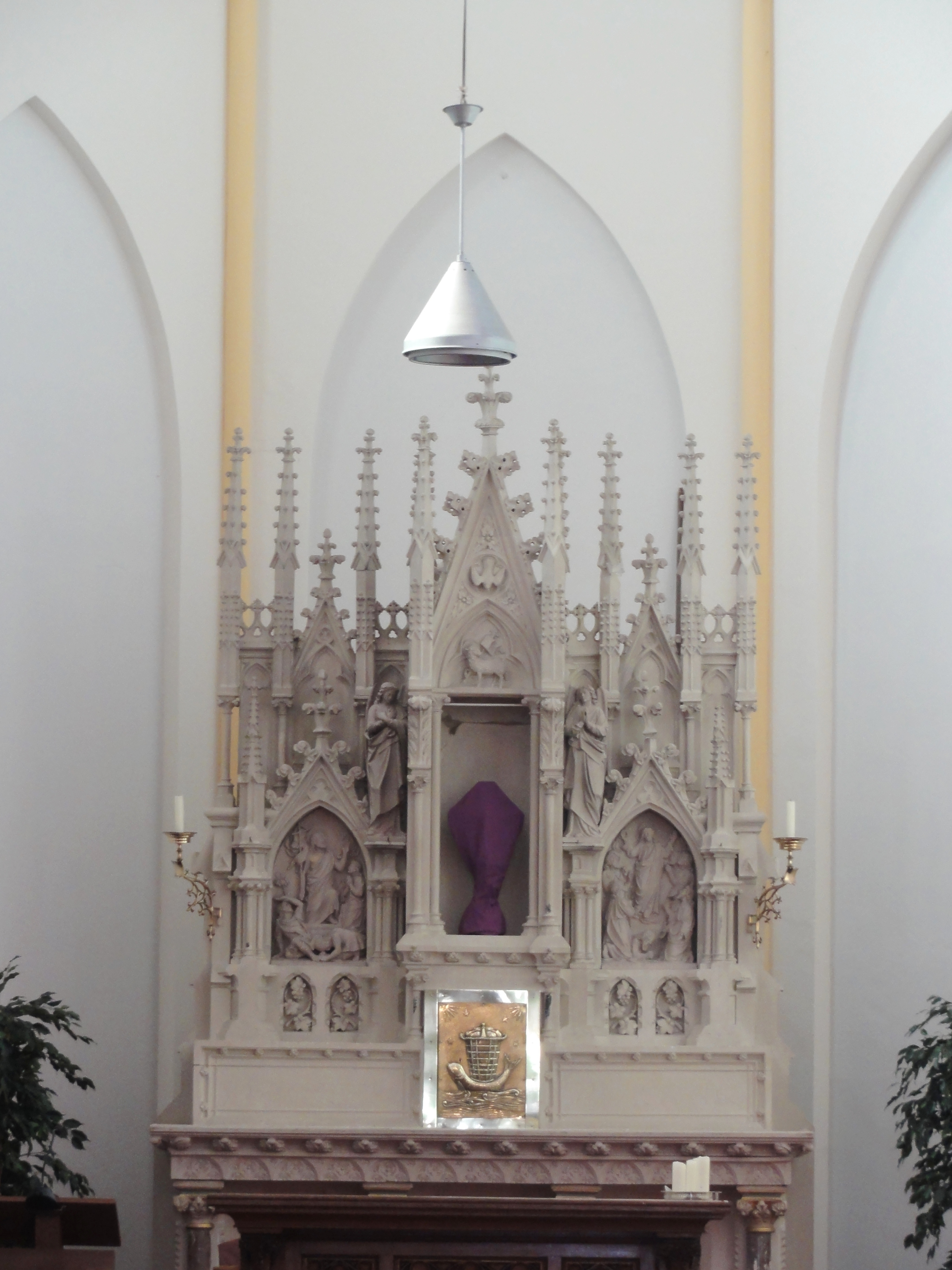
Batenburg, hoofdaltaar op Witte Donderdag met omfloerst kruis

De term "Witte Donderdag" verwijst naar de gewoonte om alle kruisbeelden en andere beelden met een wit kleed te bedekken, dat na de dienst door een paars kleed wordt vervangen. De liturgische kleur van Witte Donderdag is dan ook wit. De liturgie van Witte Donderdag omvat de voetwassing van twaalf gelovigen door de priester, die Jezus en de apostelen symboliseren. Tijdens de voetwassing zingt men gewoonlijk de hymne Ubi Caritas, hoewel dit tegenwoordig lang niet altijd meer wordt gedaan. Het tabernakel is bij aanvang van de mis leeg en de godslamp daarom gedoofd. Tijdens het Gloria luiden onophoudelijk de klokken en altaarschellen, waarna deze niet meer gebruikt mogen worden tot Pasen (men vertelt de kinderen dat de klokken gedurende die dagen naar Rome vliegen). In plaats van de sacristiebellen en de altaarschel wordt de ratel gebruikt. Ook het orgel wordt vanaf dat moment niet meer bespeeld. Het Allerheiligste wordt na de communie in een ciborie naar een zijaltaar, het zogenaamde rustaltaar, gebracht terwijl men het Pange lingua zingt, waarmee de mis is afgelopen. Het altaar wordt ook volledig leeggemaakt. Er is overigens geen wegzending en zegen op het einde van de mis. Het allerheiligst Sacrament wordt enige tijd uitgesteld en de gelovigen blijven nog enige tijd in de kerk om - net als op de Olijfberg - met Jezus te bidden en te waken. De hosties worden bewaard en gecommuniceerd op Goede Vrijdag, omdat op Goede Vrijdag geen consecraties worden gedaan.
Vooral in de kloosters worden de Donkere metten nog in ere gehouden, een bijzondere viering van de Getijden die alleen tijdens het triduüm gehouden mag worden.
Omdat de viering van de instelling van de Eucharistie op deze dag in zekere mate donkergekleurd is door het aankomende lijden en sterven van de Heer, is in de dertiende eeuw het feest van Sacramentsdag ingesteld (na de visioenen van de heilige Juliana van Cornillon.)
De pontificale chrismamis, de mis waarin door de bisschop voor het hele jaar de heilige oliën worden gewijd, wordt gelezen op de ochtend of de vooravond van Witte Donderdag.

## Orthodoxe traditie
In de Orthodoxe Kerk wordt het vastenkarakter van de diensten tijdelijk losgelaten, de diensten lijken meer op de normale diensten. De liturgische kleur wordt van de sombere, zwarte, grijze of paarse vastenkleur veranderd naar meer feestelijke kleuren (rood is gebruikelijk in de Slavische traditie). De belangrijkste dienst van deze dag zijn de vespers gecombineerd met de Goddelijke Liturgie van de Heilige Basilius de Grote. Tijdens deze dienst wordt het lijdensevangelie van Johannes 13:31-18:1 gelezen. En in plaats van de Cherubijnenhymne, het Kinonikon en als communiezang wordt het volgende troparion gezongen:
"Zoon van God, neem mij heden aan als deelgenoot van Uw Mystiek Avondmaal; Uw Mysterie zal ik niet verraden aan Uw vijanden; ik zal U geen kus geven zoals Judas, maar evenals de rover belijd ik mijn geloof: gedenk mijner, o Heer in Uw Koninkrijk"
Het is gebruikelijk om de altaartafel te bedekken met een simpel wit linnen kleed, als gedachtenis aan het Laatste Avondmaal. Tevens is het gebruikelijk om de Voorafgewijde Gaven te vernieuwen, er wordt een nieuw Lam geconsacreerd voor het komende liturgische jaar en de overblijfselen van het afgelopen jaar worden geconsumeerd. De Dienst van de Voetwassing wordt normaal gesproken alleen gedaan in kloosters en kathedralen. Vanwege de feestelijke herdenking van de Instelling van de Eucharistie, is alleen op deze dag, gedurende de Goede Week, wijn en olie tijdens de maaltijden toegestaan. Als er behoefte is om meer Myron te consacreren, dan wordt dit gedaan op deze dag door de hoofden van de autocefale kerken. In de avond, na de liturgie, wisselen alle bekleding en gewaden weer naar de vastenkleuren, om het begin van het lijden van Christus aan te duiden.
Vanaf Goede Vrijdag tot Thomaszondag is het houden van een Litia, verkorte vorm van de panichida, verboden.

## Lokale gebruiken
- In Rupelmonde werpt men op deze dag apostelbrokken (flinke stukken gewijd brood) van het stadhuis.
- In sommige streken wordt op 'Wyten-donderdag" (weit in de betekenis van tarwe) 's avonds tarwebrood gegeten ter gedachtenis aan het Laatste Avondmaal. Hierbij wordt mede gedronken.
- In Oostenrijk en Tsjechië heet Witte Donderdag Gründonnerstag (de naam is ook in veel delen van Duitsland gebruikelijk), respectievelijk Zelený čtvrtek ("Groene Donderdag") en heeft men de gewoonte om spinazie te eten.[2]
- Sinds 2011 wordt in wisselende steden in Nederland op Witte Donderdag het evenement The Passion uitgevoerd dat rechtstreeks uitgezonden wordt op televisie. Het spektakel heeft ook internationaal navolging gekregen.